# Bataille de Cos
Guerre chrémonidéenne
La bataille de Cos est une bataille navale qui voit la victoire de la flotte antigonide sur la flotte lagide durant la guerre chrémonidéenne. La date est incertaine, mais elle est généralement située vers 262/261 avant J.-C. car une paix a été conclue entre les deux royaumes en 261 peu de temps après la bataille, comme en témoigne une inscription à Délos. Une autre tradition historique place cette bataille durant la deuxième guerre de Syrie vers 256/255. Cette bataille n'est connue que par des allusions chez Plutarque et Athénée.
Antigone II Gonatas, qui dispose désormais d'une flotte puissante, mène ses forces à la victoire, peut-être contre Patrocle, l'amiral de Ptolémée II. Après cette grande victoire, Antigone dédie son vaisseau amiral à Apollon en le plaçant dans le Néôrion de Délos et lui donne le nom d'Isthmia.
Il est parfois avancé que la bataille a gravement nuit au contrôle de la mer Égée par les Lagides, mais cela est contesté car ce recul lagide est plutôt à dater après la bataille d'Andros (vers 246).
La bataille de Cos est proposée comme l'une batailles navales, avec la bataille d'Amorgos (322), la bataille de Salamine de Chypre (306) et la bataille de Chios (201), prétexte à l'érection de la Victoire de Samothrace,.